# Magistratski trg
Le Magistratski trg (en serbe cyrillique : Магистратски трг) ou place de la Magistrature, est une place située à Belgrade, la capitale de la Serbie, dans la municipalité de Zemun et dans le quartier de Donji Grad.
La place doit son nom à la maison de la magistrature, qui a longtemps abrité l'hôtel de ville de Zemun.

## Emplacement
Le Magistratski trg est situé entre la rue Glavna, la rue principale de Zemun, et le Kej oslobođenja, le « Quai de la Libération », situé le long du Danube. Au nord de la place se trouve la rue Gospodska et au sud la rue Preradovićeva et le Masarikov trg.

## Institution
Au n° 1 de la place se trouve l'actuel hôtel de ville de la municipalité de Zemun.

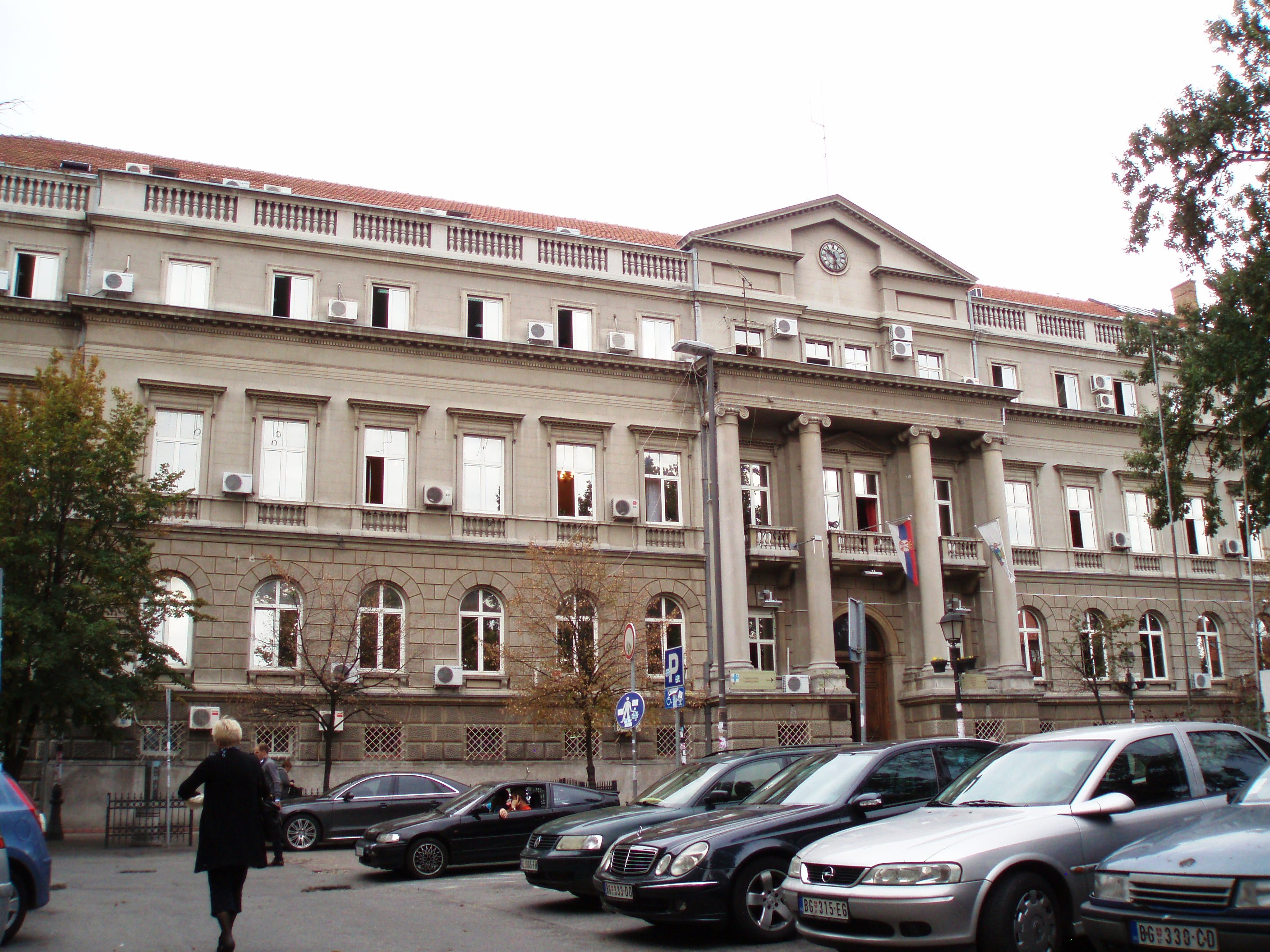
L'hôtel de ville de la municipalité de Zemun

## Architecture

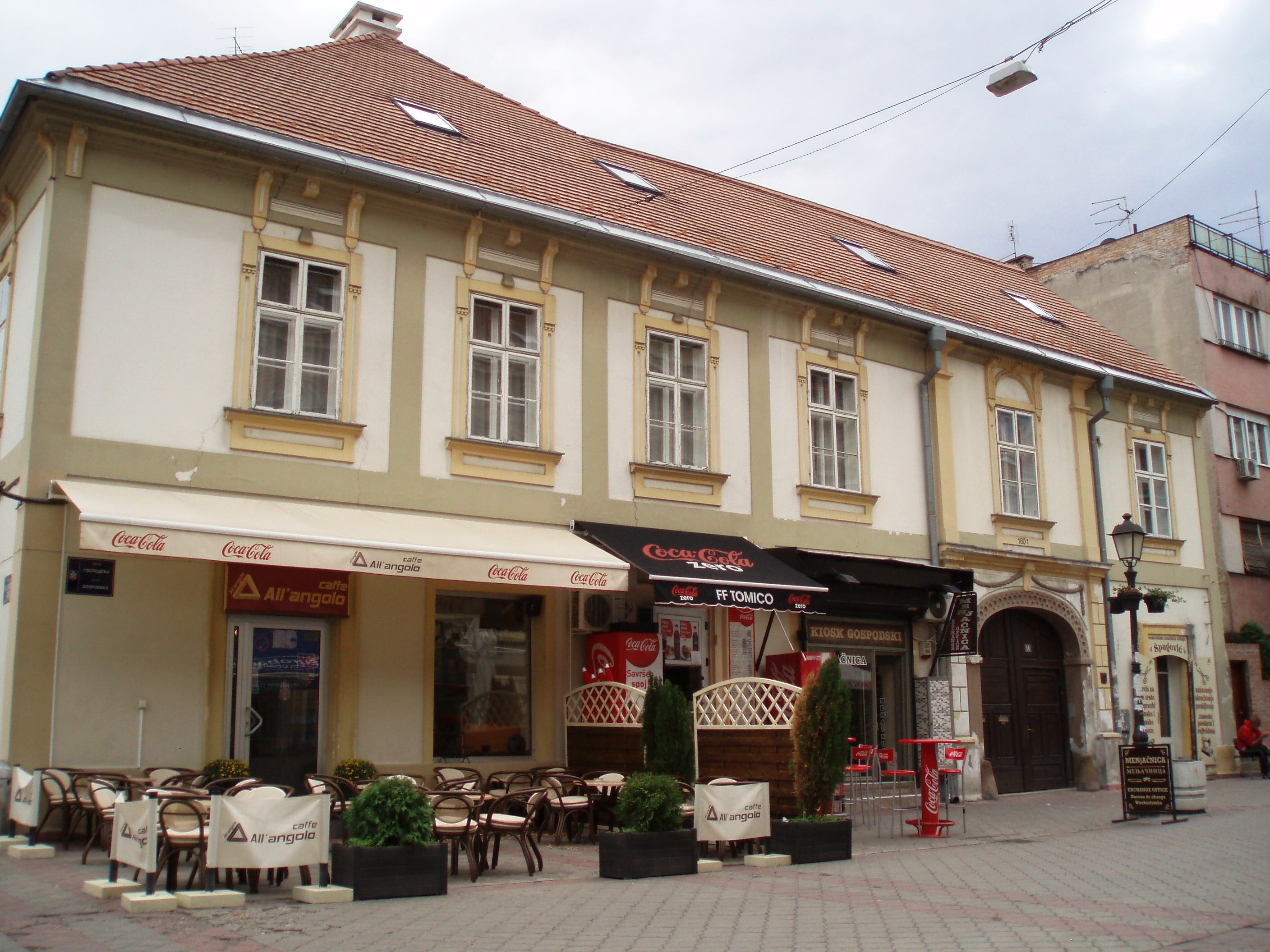
La maison de la famille Marković

La maison de la famille Marković, située à l'angle de la rue Gospodska (n° 14) et du Magistratski trg (n° 11), a été construite au XVIIIe siècle ; conçue dans un style baroque, elle est caractéristique des maisons bourgeoises de la vieille ville de Zemun à la fin du XVIIIe siècle et au début du XIXe siècle ; elle est aujourd'hui classée,. Au n° 3 se trouve la maison de la magistrature, l'un des édifices les plus célèbres de Zemun ; elle a été construite entre 1823 et 1832 selon des plans de l'architecte Jozef Felber pour accueillir le nouvel hôtel de ville de Zemun ; elle a été conçue dans les styles classique et baroque et est également classée ; elle abrite aujourd'hui le siège national du Parti radical serbe,.
Le bâtiment de l'Assemblée municipale de Zemun, situé au n° 1, a été dessiné par l'architecte Franjo Jenč.